# WYSIAYG
WYSIAYG é o acrónimo da expressão em inglês "What You See Is All You Get". Derivado do termo WYSIWYG, significa que o que é visto é, basicamente, tudo o que há. É usado no ramo de vendas online, definindo que apenas o que é visto será entregue, como brinquedos sem bateria, eletrônicos sem cabos de força, discos sem capa, etc.